# اوتمار اچ. آمان
اوتمار اچ. آمان (انگلیسی: Othmar Ammann; ۲۶ مارس ۱۸۷۹ – ۲۲ سپتامبر ۱۹۶۵) مهندس سازه، مهندس عمران و معمار اهل ایالات متحده آمریکا بود.
وی همچنین برندهٔ جوایزی همچون نشان ملی علوم شده‌است.